# Радивиловская городская община
Радивиловская городская община (укр. Привільненська сільська громада) — территориальная община в Дубенском районе Ровненской области Украины.
Административный центр — город Радивилов.
Население составляет 18853 человека. Площадь — 228,2 км².
В соответствии с распоряжением Кабинета Министров Украины от 12 июня 2020 года, в состав общины вошла территория Радивиловского городского совета, а также Башаровского, Бугаёвского, Дружбовского, Немировского, Подзамчевского и Сестрятинского сельских советов упразднённого Радивиловского района.

## Населённые пункты
В состав общины входят 1 город и 23 села:
- Город Радивилов
- Башаровский старостинский округ:
  - Башаровка
  - Перенятин
  - Приски
  - Старики
- Бугаёвский старостинский округ:
  - Балки
  - Бугаёвка
  - Левятин
  - Опарипсы
- Дружбовский старостинский округ:
  - Дружба
  - Малые Гайки
  - Новоукраинское
- Немировский старостинский округ:
  - Батьков
  - Гаи-Левятинские
  - Немировка
- Подзамчевский старостинский округ:
  - Адамовка
  - Казмири
  - Копани
  - Круки
  - Подзамче
  - Подлипки
  - Стояновка
- Сестрятинский старостинский округ:
  - Безодня
  - Сестрятин